# Stuart Pearce
Stuart Pearce MBE (Hammersmith, 24 de abril de 1962) é um treinador e ex-futebolista inglês que atuava como zagueiro ou lateral-esquerdo. Foi técnico da Seleção da Grã-Bretanha nos Jogos Olímpicos de 2012 e, após uma passagem como técnico do Nottingham Forest, voltou a jogar em março de 2016, pelo Longford. O seu último trabalho foi auxiliar-técnico de David Moyes no West Ham United. Atualmente está desempregado.

## Carreira
Pearce, que havia sido rejeitado num período de testes no Queens Park Rangers, iniciou sua carreira defendendo o inexpressivo Wealdstone, onde permaneceu durante 5 temporadas - antes, havia esnobado uma proposta do Hull City. Suas grandes atuações na equipe semiamadora chamaram a atenção dos dirigentes do Coventry City, que resolveram contratá-lo, pagando uma quantia considerada altíssima na época para atletas semiamadores: trinta mil libras. No Coventry, conseguiu manter seu bom futebol apresentado na equipe anterior, chamando a atenção do treinador do Nottingham Forest na época, o lendário Brian Clough, que pagou 300 mil libras por seu passe.
Seu início do Forest foi incerto, tendo Pearce alternando-se entre os gramados e a função de eletricista em seu início na equipe. Ainda assim, passaria seus próximos doze anos defendendo o clube, que no final dos anos 1970 e início dos seguintes, era uma das principais equipes do continente, tendo conquistado duas Copa dos Campeões da UEFA, mas durante sua passagem do clube, conquistou poucos. Sendo treinado por Clough durante suas oito primeiras temporadas no clube, Pearce disse considerá-lo o maior treinador da história do futebol inglês, tendo um papel importantíssimo em sua carreira.
Depois de 12 temporadas no clube, onde disputou 502 partidas e marcou 95 gols, o jogador se transferiu para o Newcastle United juntamente com os também veteranos Ian Rush e John Barnes, onde atuou nas duas melhores temporadas no clube em anos, participando com regularidade na primeira, mas na segunda reduzindo na metade suas atuações. Um desentendimento com o técnico holandês Ruud Gullit fez com que ele deixasse os Magpies em 1999, com 54 partidas e um gol marcado. No mesmo ano, seguiu para o West Ham United, onde permaneceu mais duas temporadas, conquistando seu primeiro e único título internacional, a Copa Intertoto da UEFA.
Em seguida, foi para o Manchester City, onde disputou sua última temporada como profissional, encerrando a carreira aos 40 anos, em 2002. Em seu último jogo como atleta, contra o Portsmouth, Pearce teria a chance de fazer o centésimo gol como profissional (apenas pelo Campeonato Inglês, na primeira ou segunda divisão) num pênalti, mas o goleiro Dave Beasant (reserva de Peter Shilton na Copa de 1990) defendeu a cobrança, levando o ex-companheiro de Seleção às lágrimas.

### Seleção nacional
Sua estreia na Seleção Inglesa aconteceu quando defendia o Nottingham Forest e tinha 25 anos, numa partida contra o Brasil. Perdeu a oportunidade de disputar a Eurocopa de 1988, sendo cortado por uma lesão. A partir de então, virou um dos principais nomes da equipe comandada por Bobby Robson (o qual, também considera um dos principais treinadores com quem trabalhou), participando da campanha da Copa de 1990, mas tendo a infelicidade de perder sua cobrança na disputa por pênaltis contra a Alemanha Ocidental, nas semifinais. Ainda estaria presente com a Seleção na Eurocopa de 1992 e, na edição seguinte, onde perdeu novamente para a Alemanha (agora, reunificada) nas semifinais - desta vez, converteu sua cobrança na disputa por pênaltis. Na comemoração, o zagueiro cerrou o punho direito e arregalou os olhos, apagando da memória o erro na decisão contra a mesma Alemanha Ocidental, seis anos antes.
Não convocado por Glenn Hoddle para a Copa de 1998, faria sua última partida pelo English Team no ano seguinte, contra a Polônia. A escolha de Kevin Keegan como novo selecionador nacional abriu uma possibilidade de Pearce voltar à Seleção para a Eurocopa de 2000, mas uma fratura na perna encerrou as chances do experiente defensor de jogar a competição, encerrando uma passagem de 12 anos pela Seleção Inglesa, com 78 jogos e cinco gols marcados. No jogo contra a Polônia, Pearce tornou-se o terceiro jogador de linha mais velho a vestir a camisa da Inglaterra, com 37 anos e 137 dias (apenas Stanley Matthews e Leslie Compton tiveram mais idade que ele, tirando outros cinco goleiros que disputaram partidas pelo English Team, eram também mais velhos que Pearce).

## Treinador

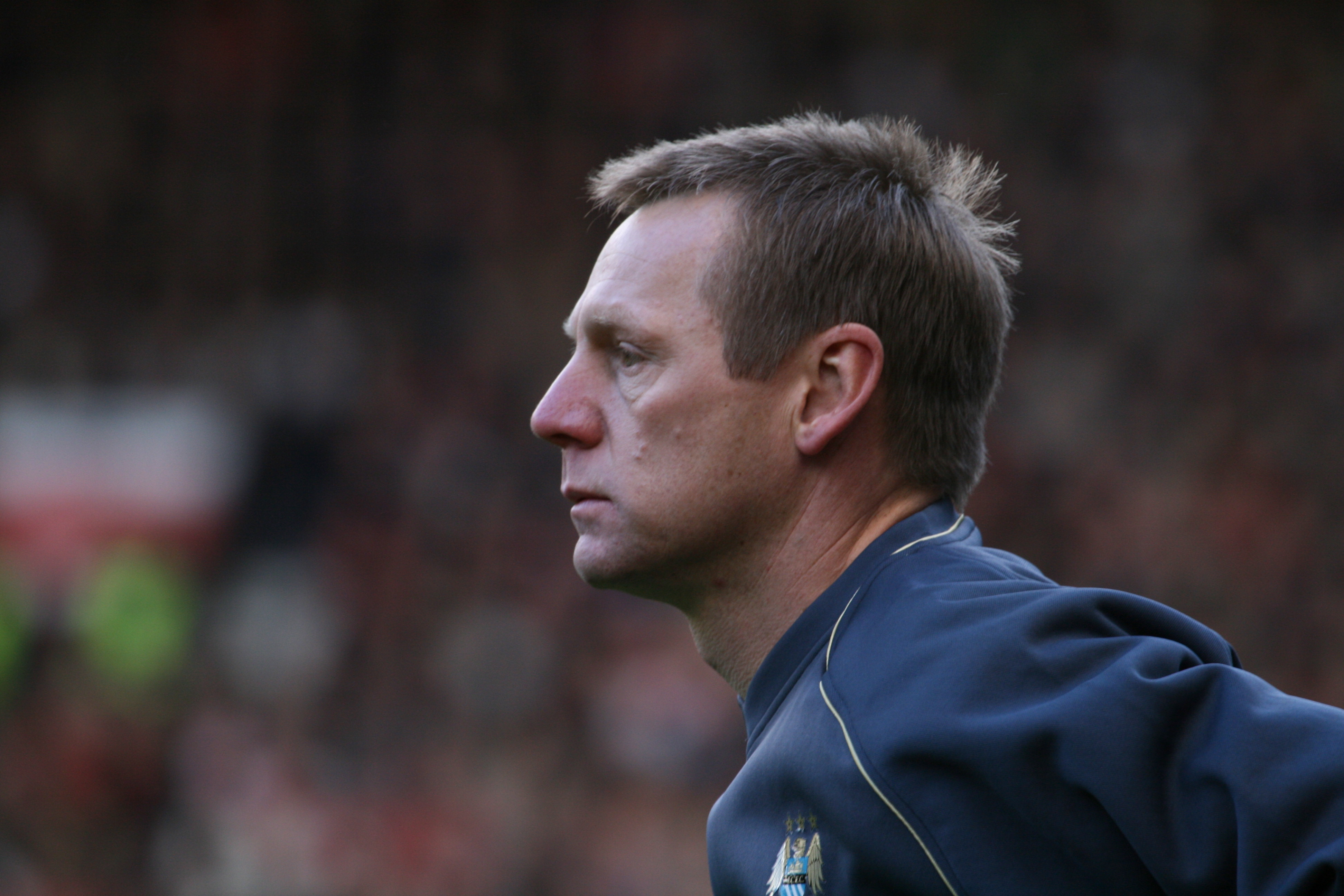
Pearce em 2006, como técnico do Manchester City.

Sua primeira experiência como treinador aconteceu quando Pearce atuava no Nottingham Forest, comandando a equipe durante boa parte de seu último ano no clube. Sua próxima experiência na função aconteceria apenas oito temporadas depois, quando assumiu o comando do Manchester City, permanecendo duas temporadas, não tendo resultados expressivos. Ainda durante sua passagem como treinador do City, assumiu como treinador da Seleção Inglesa Sub-21. No comando da equipe sub-21, conseguiu seus melhores resultados como treinador, obtendo uma terceira e segunda colocação, respectivamente no campeonato europeu da categoria. Ironicamente, a perda do título da sua segunda edição, aconteceria para a Alemanha. Trabalhou ainda como assistente técnico de Fabio Capello na seleção principal, tendo estado presente na Copa de 2010.

### Seleção Britânica
Foi anunciado como treinador da seleção britânica que disputará os Jogos Olímpicos de 2012 em 20 de outubro de 2011. Poucos meses depois, em 8 de fevereiro de 2012, foi anunciado como treinador interino da Seleção Inglesa principal, após a demissão de Fabio Capello. Em uma partida amistosa preparatória para o torneio olímpico de futebol, enfrentou o Brasil, que venceu em Middlesbrough por 2 a 0 no dia 20 de julho de 2012. A estréia nos Jogos Olímpicos foi em 26 de julho de 2012. A partida foi contra o Senegal, que terminou em 1x1. A equipe chegou às quartas-de-finais, mas foi eliminada pela Coréia do Sul na disputa por pênaltis após um empate de 1x1 no tempo normal.
Em julho de 2014, voltou ao Nottingham Forest 16 anos depois, agora como treinador efetivo da equipe. Sob a orientação do ex-zagueiro, o Forest venceu 10 jogos, empatou outros 10 e perdeu 12. Uma sequência de maus resultados fez com que Pearce deixasse o cargo em fevereiro de 2015.

## Volta aos gramados
Aos 53 anos de idade, Pearce voltou a jogar em março de 2016, pelo Longford, time que disputa a Gloucestershire Northern Senior League Division Two, a 13ª divisão do Campeonato Inglês. 13 anos após deixar a carreira de jogador, entrou em campo no segundo tempo da partida contra o Wotton Rovers. A experiência de Pearce não foi suficiente, pois o Longford perdeu por 1 a 0.

## Títulos
Nottingham Forest
- Copa da Liga Inglesa: 1988–89, 1989–90
- Full Members Cup: 1988–89, 1991–92

Manchester City
- SkyBet Championship: 2001–02

### Prêmios individuais
- Equipe do Ano PFA da Football League First Division: 1987–88, 1988–89, 1989–90, 1990–91, 1991–92
- Jogador do mês da Premier League: Fevereiro de 2001
- Equipe do Século PFA (1907–2007)
  - Equipe do Século PFA (1977–1996)

## Estatísticas
| Equipe            | País        | Entrada                | Saída               | Estatísticas | Estatísticas | Estatísticas | Estatísticas | Estatísticas |
| Equipe            | País        | Entrada                | Saída               | J            | V            | E            | D            | % Vit        |
| ----------------- | ----------- | ---------------------- | ------------------- | ------------ | ------------ | ------------ | ------------ | ------------ |
| Nottingham Forest | Inglaterra  | 20 de dezembro de 1996 | 8 de maio de 1997   | 23           | 7            | 9            | 7            | 30.4         |
| Manchester City   | Inglaterra  | 11 de março de 2005    | 14 de maio de 2007  | 97           | 34           | 20           | 43           | 35.1         |
| Inglaterra Sub-21 | Inglaterra  | 1 de fevereiro de 2007 | Presente            | 41           | 23           | 13           | 5            | 56.10        |
| Grã-Bretanha      | Reino Unido | 20 de outubro de 2011  | 4 de agosto de 2012 | 5            | 2            | 2            | 1            | 40.00        |
| Inglaterra        | Inglaterra  | 8 de fevereiro de 2012 | 1 de maio de 2012   | 1            | 0            | 0            | 1            | 0.00         |